# Fritz Paulsen (officer)
 Der er flere personer med dette navn, se Fritz Paulsen (maler).
Johan Peter Friedrich "Fritz" (von) Paulsen (28. juli 1780 i Slesvig by – 6. juni 1843 i København) var en dansk officer og hofmand, bror til Friederich Nicolai Wilhelm von Paulsen.
Paulsen var søn af generalmajor Peter von Paulsen (1735-1815) og Anna Catharine Claudine f. Bertelsen de Cederfeld. Han ansattes allerede 1789 som kornet à la suite ved Slesvigske Rytterregiment og blev 1811 sekondritmester ved Prins Ferdinands Dragoner. Han avancerede 1813 til eskadronschef, fik 1827 oberstløjtnants karakter og udnævntes 1830 til virkelig oberstløjtnant. Derefter trådte Paulsen ud af den aktive tjeneste.
26. december 1832 ægtede han i Ljubljana Elise Sophie Charlotte Thorvaldsen (døbt 13. marts 1813), datter af billedhuggeren Bertel Thorvaldsen. Prins Christian Frederiks, den senere kong Christian VIII's, fraskilte gemalinde, prinsesse Charlotte Frederikke, der levede i et slags internat i Horsens, fik 1830 Frederik VI's tilladelse til at tage ophold i Rom. Paulsen ansattes nu hos prinsessen som kavalér og fungerede i denne egenskab hos hende indtil hendes død 1840. Dette år forfremmedes han til oberst à la suite og udnævntes til kammerherre. Parret Paulsen boede 1837-41 med deres tre børn Alberto, Carlo og Augusto på Corsoen 151 i Rom.
Fritz Paulsen tog 1842 sin afsked fra Hæren og tilbragte derefter resten af sit liv på herregården Lillerup ved Horsens, hvilken han havde købt 1825. Paulsen døde 6. juni 1843 i København. Han blev begravet på Assistens Kirkegård. Hans grav blev i 2009 gravet op og flyttet til et andet sted på kirkegården pga. udgravningen til Københavns metro.
Elise Paulsen indgik et nyt ægteskab og døde 17. september 1870 i Albano. Fritz Paulsens søn, pavelig kammerherre Federigo Alberto Thorvald Paulsen (1834-1921), har efterkommere i Italien.
Chiara Colonna har 1831 udført en kultegning af Fritz Paulsen (Thorvaldsens Museum), Albert Küchler har udført familieportrættet Oberst Paulsens familie (1838, ditto), mens Wilhelm Marstrand 1838 har udført en karikaturtegning af danskere i Rom, hvor Paulsen er gengivet.